# Digital Advertisement Targeting Method
A Digital Advertisement Targeting Method (DATM) eljárás célja, hogy az üzenetet a lehető legpontosabban - azaz holtszórás mentesen - juttassa el a célcsoporthoz. A Forward Digital által alkalmazott és továbbfejlesztett DATM lehetőséget biztosít számos, az offline médiából már ismert targetálási módozatra. Azonban a DATM az internet adta lehetőségek rendszerbe foglalásával és alkalmazási lehetőségeivel szélesebb spektrumon biztosítja az üzenet mind pontosabb célbajuttatását. A DATM magában foglalja az eszköz - számítógép, használt programok, stb. – és usertől függő célzási lehetőségeket, valamint az ettől független alapú pozicionálási és célzási módozatokat.
1. Eszköz és felhasználó függő célzási lehetőségek A felhasználóról vagy gépéről tudott információk alapján a felhasználóra irányuló targetálási lehetőségek képezik a legnagyobb csoportot, amibe az eszközök legtöbbje tartozik. Ezek két változó segítségével rendszerezhetők: az egyik azt vizsgálja, hogyan nyerjük a targetálás alapját képező adatokat (megfigyelt vagy rendelkezésre álló információ; például a regisztráció során nyert adat), a másik változó pedig a banner megjelenítést végző számítógép, azaz az adserver döntésének alapját határozza meg (lekérés vagy profil alapú).
  1. Technikai targetálás. Ekkor valamilyen, a hirdetés letöltés közben megszerzett technikai ismérv képezi a célzás alapját (pl. UPC területről internetezik, vagy böngésző típus alapján). Erősség: Nagyon pontos, automatikus célzás. Gyengeség: az információ azoktól nem beszerezhető, akik tiltják ezen információk kiadását (alacsony %), géphez kötődik, nem magához a userhez, illetve a magyar IP-címek kiosztása nem következetes.
  2. Tematikus targetálás. Az offline-ból már jól ismert használt (olvasott, nézett, hallgatott) tartalom jelenti a célzás egyik alapját. Másrészről azonban targetálhatjuk hirdetésünket azáltal is, hogy épp milyen témában folytat keresést a felhasználó (pl. Google-ben). Erősség: Könnyen tervezhető, offline közeli gondolkodás. Gyengeség: nem biztos, hogy valós, mély érdeklődést takar (nem tudhatjuk, hogy az elmúlt időszakban hányszor látogatta meg az adott website-ot).
  3. Regisztráció alapú targetálás. Egy nagyon szofisztikált targetálási mód, amikor a felhasználó által megadott profil adatai alapján tudjuk elhelyezni a hirdetésünket. A targetálás pontossága függ a felhasznált adatbázis szűrőinek számától. A free e-mail szolgáltatóknál jellemzően 3-6, míg a nagy eDM kiküldőknél ez akár 40 filter is lehet. Erősség: a felhasználóról alkotott profil határozza meg a célzást. Gyengeség: esetenként bizonytalan frissítési periódus, csak annyira jó, amennyire maga a használt adatbázis jó.
  4. Magatartáson alapuló targetálás A digitális célzási lehetőségek közül talán a legpontosabb, legkifinomultabb célzást teszi lehetővé, amikor a felhasználó viselkedése, magatartása alapján helyezhetjük el hirdetésünket. A hirdetés elhelyezésben ekkor egy speciális intelligens figyelőprogram segít, amely a látogató minden lépését feljegyzi . A program Orwell-i tulajdonsága, hogy a felhasználó megfigyelésével képes lesz megismerni azt, és ennek felhasználásával helyez el reklámokat. Erősség: valós érdeklődést takar. Gyengeség: jó technikai felkészültséget igényel a site oldalról is, valamint cookie-kat és/vagy regisztrációt igényel. Eszköz és felhasználó független célzási lehetőségek:
2. A targetálás második csoportja a külső tényező alapján a felhasználóra irányuló célzás. Ebben az esetben is a felhasználó áll a középpontban, de már nem az ő tulajdonságai alapján zajlik a targetálás, hanem valamilyen külső körülmény teljesülése esetén jelenik meg a reklám. Példa erre az idő szerinti célzás, amikor egy pizzafutár-hirdetést csak a déli órákra időzítenek, vagy a meteotargetálás, amely időjárási adatok alapján céloz, de bármilyen más alapváltozóra érzékenyen is megjeleníthetjük a hirdetésünket (akár az olajár változására is).
3. A targetálási eszközök harmadik nagy csoportja az olyan külső körülményekre vonatkozó célzást alkalmazza, amelyek a felhasználó, ill. az ő igényei szempontjából indifferensek. Példa erre a mágnestargetálás, amely egyik banner megjelenítését egy másik megjelenéséhez köti, ami jó módszer lehet a keresztpromócióknál, de ugyanígy ennek ellentéte a konkurencia kizárás is, vagyis annak megtiltása, hogy két adott banner egy oldalon egyszerre feljöjjön. Szintén ide sorolhatjuk a negatív tartalom elkerülését (amikor a banner nem jelenik meg, ha a böngészett oldalon megadott negatív szavak jelennek meg).